# 第一地区

第一地区（英语：Administrative Zone 1）是埃塞俄比亚阿法尔州的五个地区之一，南接第三地区，西南为第五地区，西邻阿姆哈拉州，西北为第四地区，北连第二地区，东北为厄立特里亚，东望吉布提，首府阿萨伊塔。